# 王明义 (1951年)
王明义（1951年1月3日—），男，安徽省炳辉县（现天长市）人，中國現當代短篇小說家，至今已发表小说、剧本等文学作品一百多万字，部分作品曾获得国家级省级各种奖项，有作品翻译到国外，出版过小说集《黄梦》等，代表作有《女亲》、《鬼婿》等，其中小小说《新式扑克游戏》被改编成话剧小品《打扑克》，1994年中央电视台春节晚会上演出后获春晚金奖。曾主编出版《全国书画名家作品集》、《天长民间故事》等多部著作。除从事文学创作外，并擅书画。

## 生平
1991年毕业于北京鲁迅文学院作家研究生班。

## 社会兼职
现为中国小小说学会会员，安徽省作家协会会员，安徽省戏剧家协会理事，安徽省书法家协会会员。现任天长市文学艺术界联合会主席，兼任天长市作家协会主席等职。